# Pierre Goudiaby Atepa
Pierre Goudiaby Atepa (Baïla, 30 giugno 1947) è un architetto senegalese.

## Biografia
Nato nel villaggio di Baïla nella comunità rurale di Suelle CR (arrondissement di Sindian, dipartimento di Bignona), nella regione di Ziguinchor, appartiene all'etnia Jola (o Diola): il suo cognome è costituito dal patronimico Goudiaby, molto comune nella lingua jola (della famiglia linguistica niger-kordofaniana), mentre Atepa ha il significato di "costruttore". Come molti membri dell'etnia Jola è di religione cristiana.
Figlio di commercianti, crebbe nella capitale Dakar, nei quartieri di Medina e di Rebeuss. Dopo il diploma conseguito presso il liceo Blaise Diagne di Dakar si laureò in ingegneria presso il Rensselaer Polytechnic Institute di New York, che poté frequentare grazie ad una borsa di studio. Completò il suo percorso formativo con una seconda laurea in architettura, con una tesi sulla "città ideale africana".
Si mise in proprio nel 1977 con un suo studio e nel 1985 ha fondato la Atepa Technologies, una società di ingegneria tecnica, finanziaria e immobiliare, che negli anni ha creato propri uffici in numerosi paesi africani (Gambia, Guinea-Bissau, Mali, Togo, Mauritania, Ciad, Repubblica Democratica del Congo e Burkina Faso). Nel 2006 uno Spazio Atepa è stato aperto a Parigi sui Champs-Élysées e nel 2010 un ufficio a Pechino.
È stato presidente dell'ordine degli architetti del Senegal e dell'Unione degli architetti d'Africa ed è membro dell'Accademia internazionale di architettura. È inoltre il presidente del "Collettivo dei quadri della Casamance".
Nel dicembre 2021, Pierre Goudiaby Atepa intende intraprendere un'azione legale in Camerun contro l'OAPI (Organizzazione africana per la proprietà intellettuale).
Amico di Abdoulaye Wade, presidente del Senegal, ne è stato il consigliere in materia di architettura.
Nel gennaio 2023, Pierre Goudiaby Atepa ha assunto la presidenza del Senegal Investors Club (CIS)..

## Opere
- Sede della Banca centrale degli stati dell'Africa occidentale (BCEAO, "Banque centrale des États de l'Afrique de l'Ovest") a Dakar (1987-1992)[2].
- Centro congressi e ville presidenziali per il summit di Malabo (Guinea Equatoriale) nel 1999.
- Nuovo terminal dell'aeroporto internazionale di Banjul (Gambia).
- Sede della Comunità economica degli Stati dell'Africa occidentale a Lomé (Togo), costituita da due edifici collegati da un ponte.
- Le "Pyramides", per il proprio studio.
- Città degli insegnanti a Dakar.
- Scuola superiore della gestione d'impresa.
- Sede della Società generale di banca di Dakar.
- Porta del terzo millennio, monumento di Dakar (2001).

Un'altra sua opera è il Monumento al Rinascimento africano inaugurato a Dakar nel 2010.